# 楊荘駅
楊荘駅（ようそうえき）とは中華人民共和国北京市石景山区に位置する北京地下鉄6号線の駅である。2018年12月30日に開業した。

## 歴史
- 2018年12月30日 - 開業。

## 駅構造

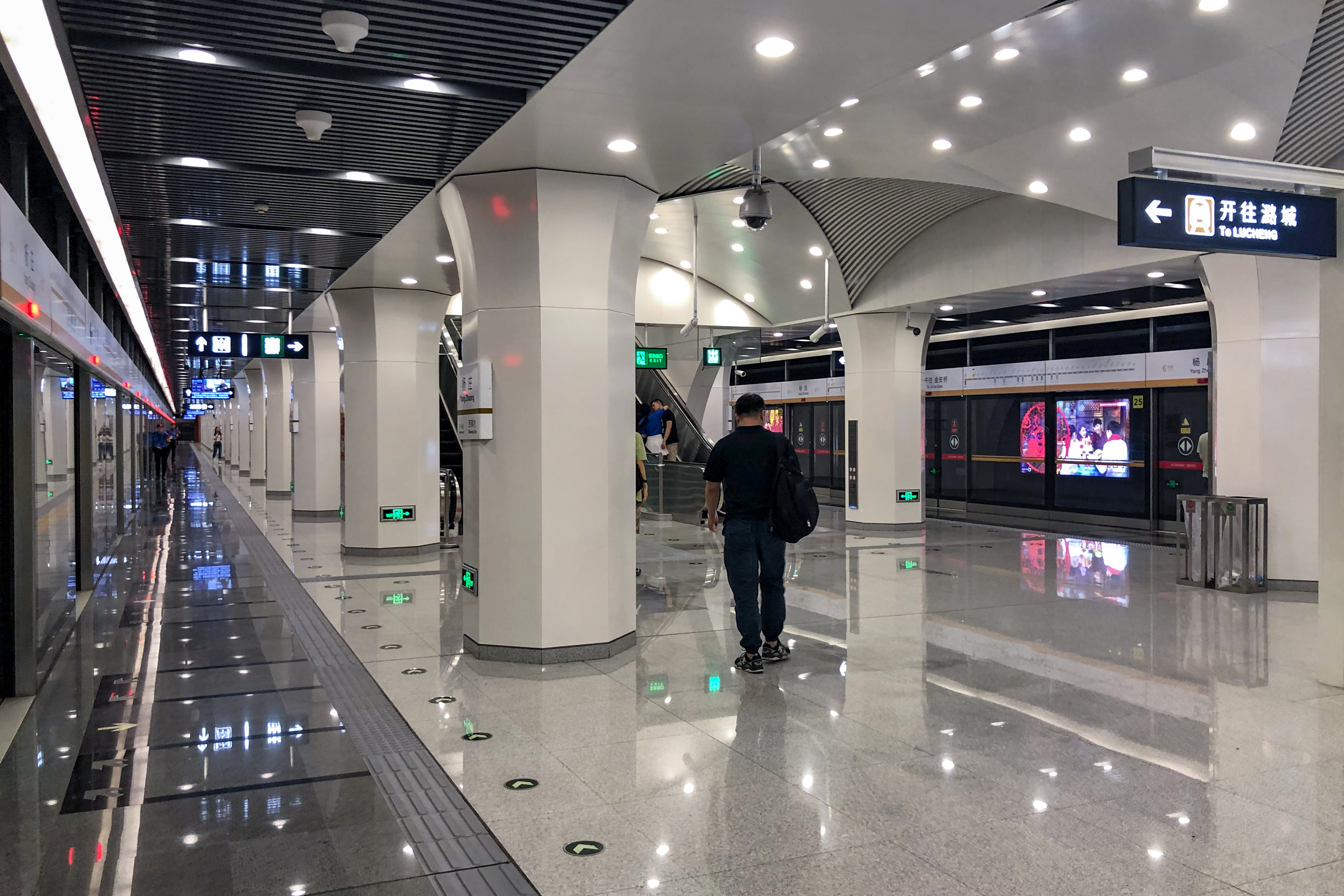
ホーム

島式ホーム1面2線を有する地下駅。ホームドア完備。
| 6号線ホーム | ←■6号線 金安橋方面     |
| 6号線ホーム | 島式ホーム             |
| 6号線ホーム | ■6号線 海淀五路居方面→ |

## 駅周辺
- 首鋼苹果園居民区

## 隣の駅
北京地下鉄
■6号線
苹果園駅 - 楊荘駅 - 西黄村駅